# Via Bavarica Tyrolensis

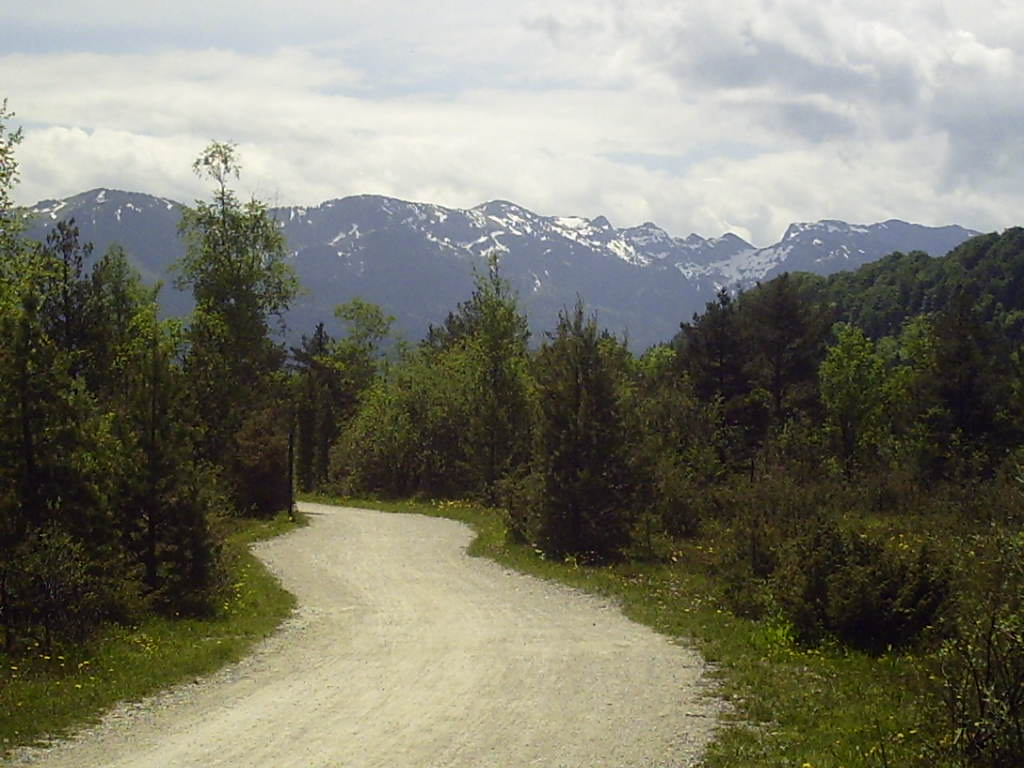
Die Via Bavarica Tyrolensis nahe Tölz

Die Via Bavarica Tyrolensis ist ein 225 Kilometer langer Wanderweg und Radwanderweg, der vom Isarwanderweg in Bayern bis zum R29 in Tirol verläuft. Wenngleich die Wege mitunter schon seit Jahrzehnten existieren, wurde die Via Bavarica Tyrolensis als solches offiziell im Jahre 2004 eröffnet. Der Weg ist Teil des Radwanderweges München-Venezia.

## Die Strecke
Die landschaftlich reizvolle und abwechslungsreiche Strecke beginnt bei der Museumsinsel in München und führt Richtung Süden nach Pullach im Isartal, wo sich der Weg in zwei Routen teilt.
Nun besteht einerseits die Möglichkeit, auf dem Isarradweg Richtung Straßlach, über die Pupplinger Au, vorbei an Wolfratshausen und Geretsried in den Isarwinkel zu radeln (oder zu wandern). Ab Bad Tölz steigt der Weg kontinuierlich an und, nachdem man Lenggries und einige kleinere Weiler passiert hat, kommt man nach einer steilen Passage zum fjordartigen Sylvensteinsee und dem Dorf Fall. Entlang dem Bach Walchen führt diese Route wieder mit dem Alternativweg zusammen.
Dieser, den man ab Pullach in Richtung Oberhaching, Sauerlach, über den Hofoldinger Forst und Holzkirchen befährt, führt zum Tegernsee. Der See kann beidseitig umfahren werden. Der Weg verläuft dann ab Rottach-Egern weiter nach Kreuth und zum Achenpass. Wenig später verschmilzt diese Route wieder mit der ersten, am Flussbett der Achen. Der Weg führt weiter ins Achental und nach Achenkirch. Entlang am Achensee führt nun das letzte Stück zum Ort Wiesing im Inntal. Hier mündet der Weg in den Inntal Radwanderweg (R1–3).

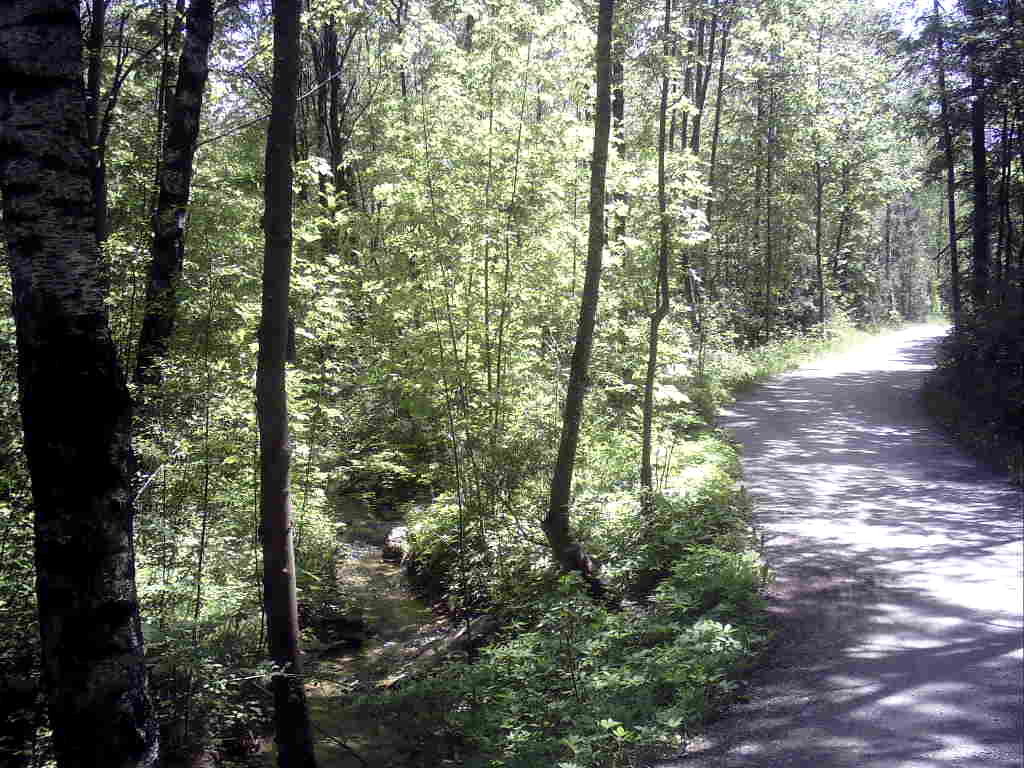
Nahe Tölz
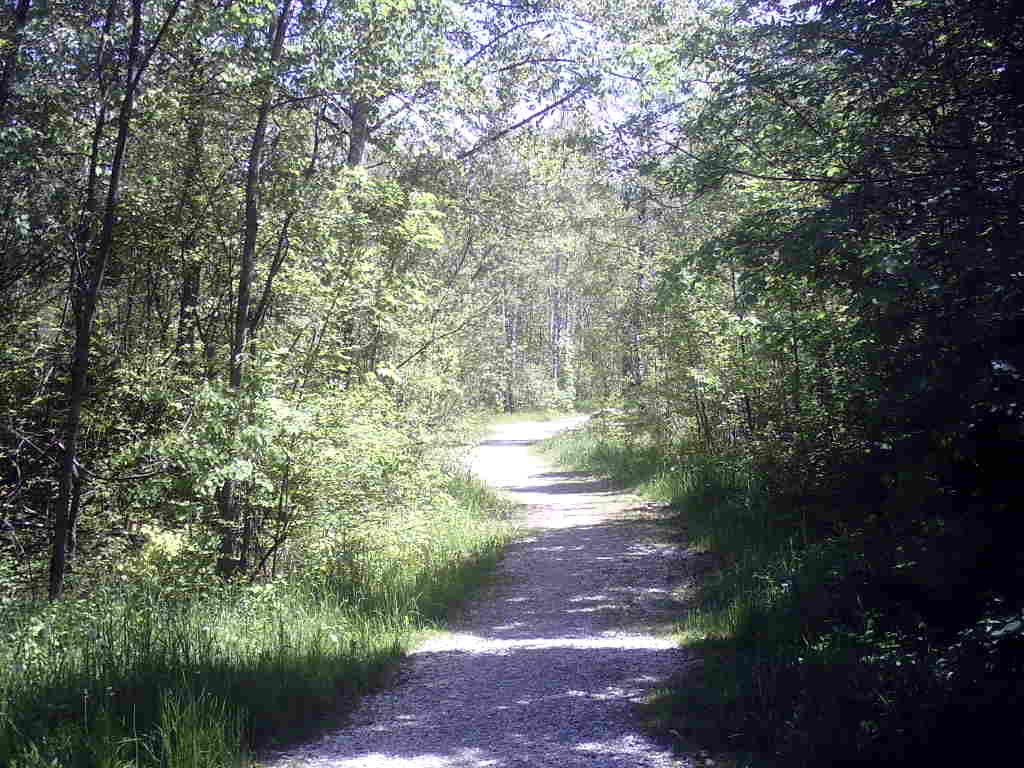
Nahe Tölz
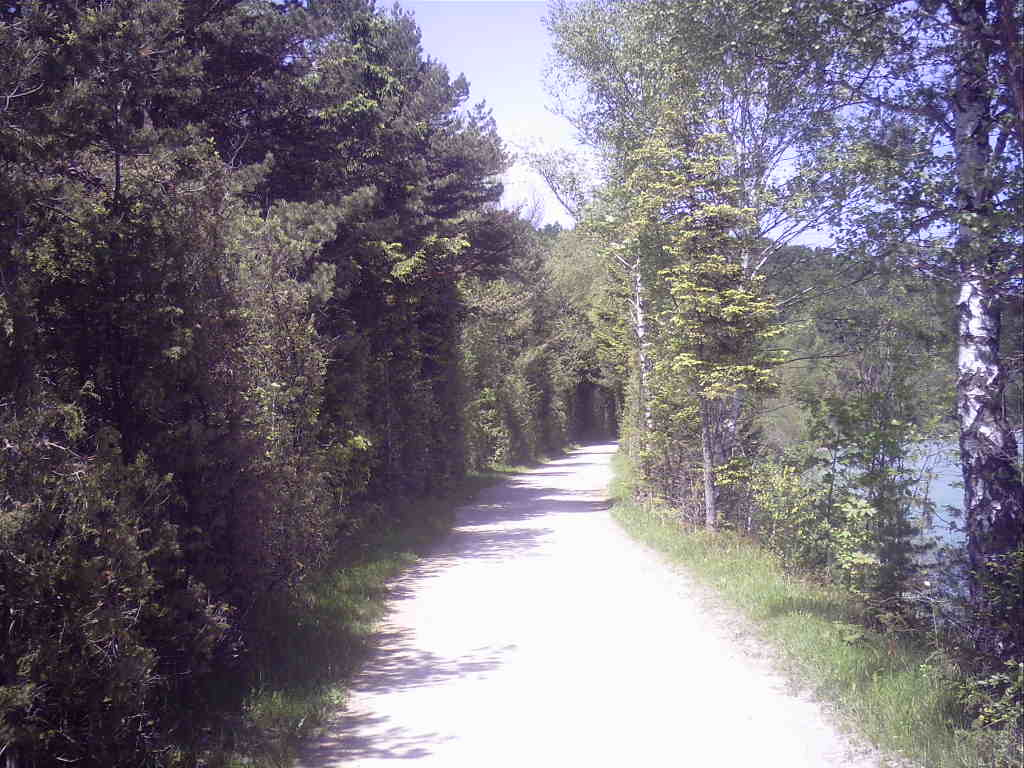
Nahe Arzbach
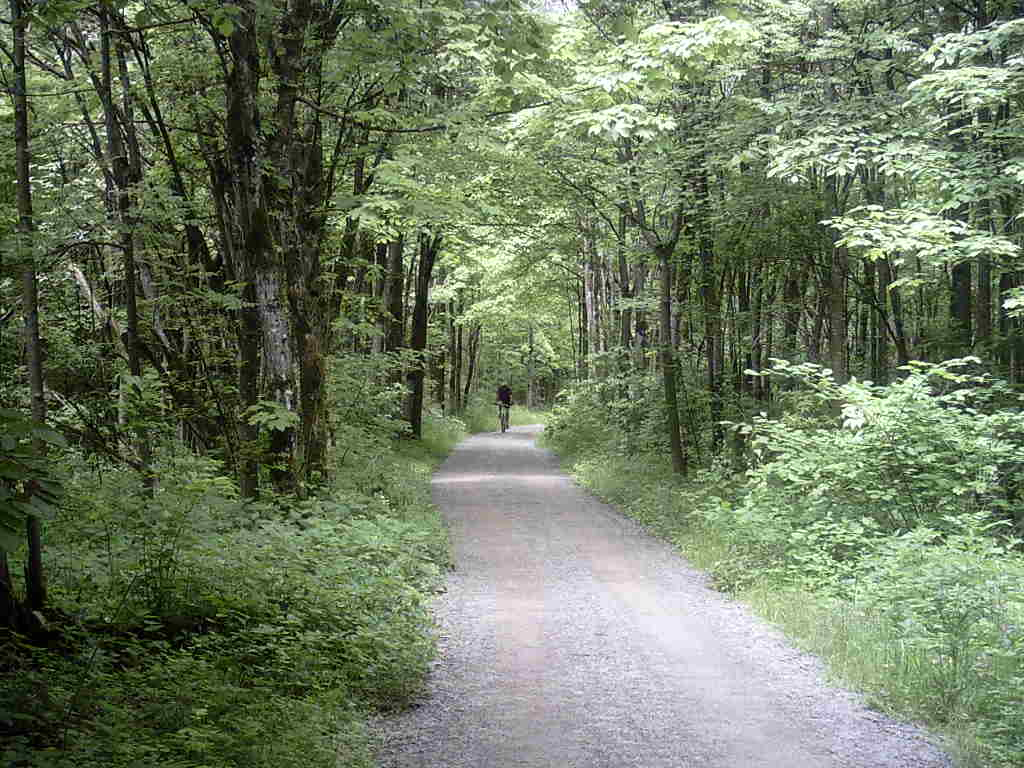
Nahe Lenggries

## Sehenswürdigkeiten an der Strecke
An der Strecke liegen folgende Sehenswürdigkeiten
- Bad Tölz: historische Marktstraße, Franziskanerkloster, Kalvarienberg
- Hochmoor bei Gaißach, um das der Filzenrundweg führt
- Sylvensteinsee
- Achenkirch: St.-Annen-Kapelle
- Achensee
- Achenkirch – Heimatmuseum Sixenhof[1]
- Maurach – Notburga-Museum und Kirche[1]
- Museum Vitalberg in Pertisau
- Achenseebahn

## Einstufung
Der Anspruch dieser Radtour wird vom Deutschen Alpenverein als leicht bis mittel beschrieben. Daher eignet sich diese Strecke sowohl für geübte Radfahrer, als auch für Paare und Familien als Wochenendausflug, wobei je nach Kondition (es gibt stellenweise steile Anstiege) und Zeit auch nur einzelne Abschnitte befahren werden können. Empfehlenswert sind Mountain Bikes, Trekkingräder oder Reiseräder. Mit einem Rennrad sind manche Passagen nicht zu bewältigen, da besonders ab der zweiten Hälfte der Strecke oft nicht mehr Asphalt, sondern vielmehr Kieswalzdecken und Schotterwege befahren werden.